# برونز میل (ویرجینیای غربی)
برونز میل (به انگلیسی: Browns Mill) یک منطقهٔ مسکونی در ایالات متحده آمریکا است که در ویرجینیای غربی واقع شده‌است. برونز میل ۵۰۵٫۰۶ متر بالاتر از سطح دریا واقع شده‌است.